# The Biggest Dreamer
《The Biggest Dreamer》是日本已故歌手和田光司的第四張單曲，也是电视動畫《数码宝贝驯兽师之王》的主题曲。由NEC InterChannel发行、國王唱片（NECM-12005）发售。

## 收录曲

### 通常盤
1. The Biggest Dreamer [3:50]
作詞：
作曲・編曲：太田美知彦
  - TV动画《数码宝贝驯兽师之王》片头曲
2. [3:54]
作詞：和田光司[10]
作曲：大久保薫
編曲：渡部達也
  - TV动画《数码宝贝驯兽师之王》插曲
3. The Biggest Dreamer（Original Karaoke）
4. （Original Karaoke）

### 期間限定盤1
1. The Biggest Dreamer [3:50]
作詞：
作曲・編曲：太田美知彦
  - 剧场版《数码宝贝驯兽师之王 冒险者的战斗》片头曲
2. [3:54]
作詞：和田光司
作曲：大久保薫
編曲：渡部達也
3. The Biggest Dreamer（Original Karaoke）
4. （Original Karaoke）
5. [0:16]
古乐兽（金田朋子）
作詞・作曲・編曲：福井弘武

### 期間限定盤2
1. The Biggest Dreamer [3:50]
作詞：
作曲・編曲：太田美知彦
  - 剧场版《数码宝贝驯兽师之王 暴走特急》片头曲
2. [5:13]
作詞・作曲：和田光司
編曲：太田美知彦
3. Butter-Fly -- [1:06]
作詞・作曲：千綿偉功
編曲：渡部達也
4. The Biggest Dreamer（Original Karaoke）

## 收录专辑
- The Biggest Dreamer
all of my mind

The Best Selection〜Welcome Back!
DIGIMON HISTORY 1999-2006 ALL THE BEST
DIGIMON MOVIE SONG COLLECTION
DIGIMON SONG BEST OF KOJI WADA
- all of my mind

The Best Selection〜Welcome Back!
re-fly（re-fly ver.）
- all of my mind

## 粵語版本
片头曲「數碼暴龍3」（又名：「馴獸師之王」，原曲：「The Biggest Dreamer」），林峯演唱。此歌成为由TVB主办的2002年度儿歌金曲颁奖典礼十大儿歌金曲。
作詞：甄健強
作曲：太田美知彦
編曲：陳嘉輝（Gary Chan）
主唱：林峯